# Marxuquera
Marxuquera (també anomenada ocasionalment la Marxuquera), és una caseria i una partida extramunicipal repartida entre els municipis de Gandia, Palma de Gandia, Ador i Alfauir (La Safor), amb uns 934 habitants repartits en un xicotet nucli històric i diferents urbanitzacions, a més de gran quantitat de cases diseminades. La major part de la partida rural pertany al terme municipal de Gandia. La partida està formada per un extens pla, tancat al nord pel massís del Mondúver, a l'est per la Serra Falconera, a l'oest i al sud per la Serra Grossa i els últims contraforts del Buixcarró i el Vernissa. La seua extensió és d'unes 750 hectàrees, que equivalen al 12,21% del terme municipal de Gandia, més l'enclavament d'Ador (3,53 km²), que forma una llarga llenca de territori entre els termes de Gandia i Palma de Gandia, al llarg del curs del barranc de Lloret.
La carretera Gandia-Simat creua Marxuquera des de Gandia i va cap a la Valldigna, passant per la Drova i Barx, a través del coll dels Caragols. El barranc Verd discorre pel sud del pla, i pel nord ho fa el barranc de Marxuquera, també conegut com a barranc de Sant Nicolau o de Beniopa. Els accidents naturals separen Marxuquera en dos parts ben definides, deixant al centre la serra Falconera i determinant així el límit entre la Marxuquera Alta i la Baixa, exactament dividides pel Racó de Tomba.
Gràcies al seu clima, protegit per les muntanyes i en conseqüència, l'alleujament dels vents que per allí s'hi dona, Marxuquera ha sigut històricament un lloc propici per a l'assentament humà.

## Història

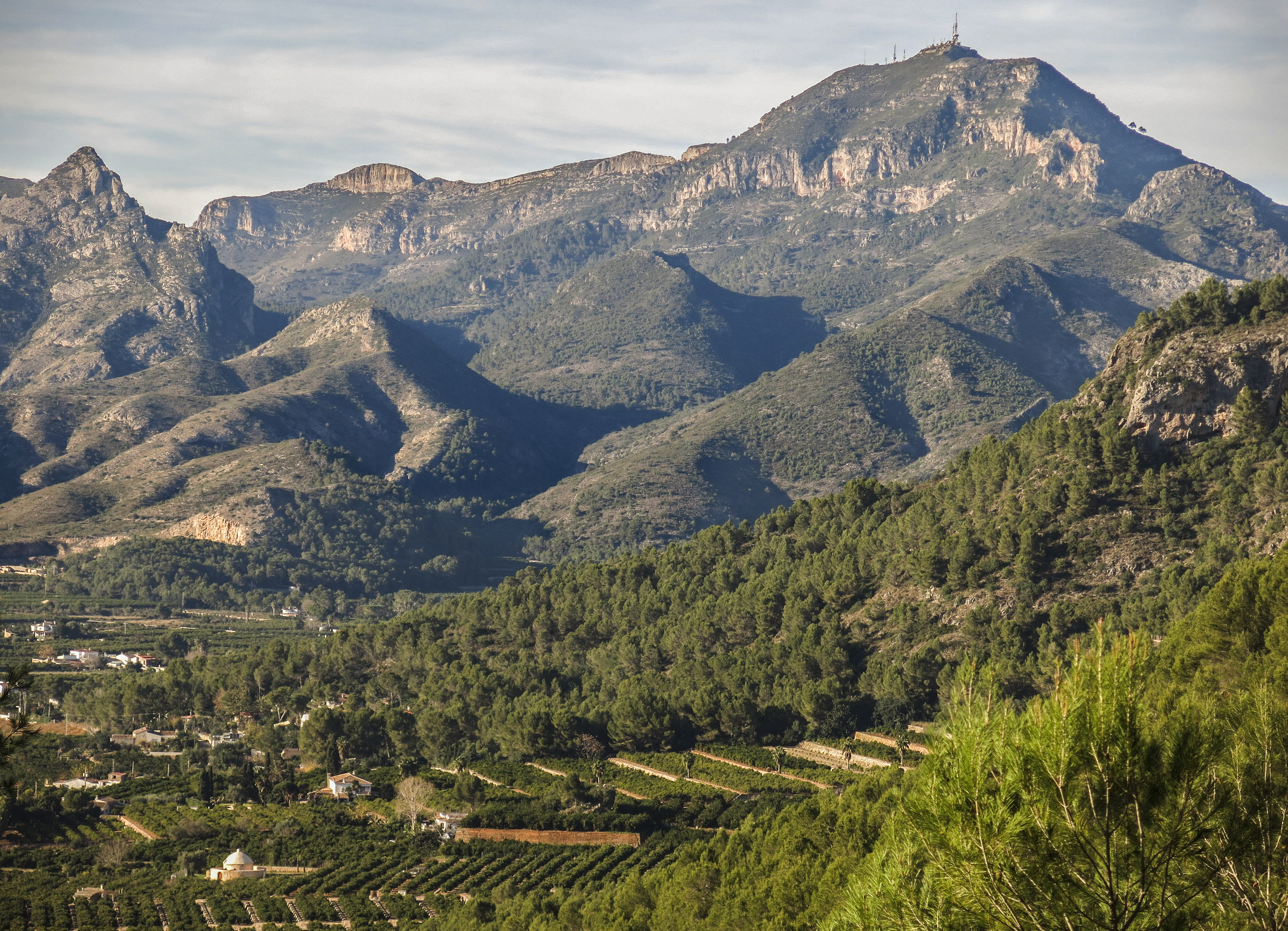
El Morabet en el pla de Marxuquera, la serra Falconera i el Mondúber

Per tota Marxuquera podem trobar nombrosos vestigis de poblament humà al llarg de la història. L'etimologia del seu topònim equivaldria a "plana litoral". És geofísicament un complex càrstic, característica que explica la formació de nombroses coves, moltes d'elles poblades -com la cova de les Meravelles o la del Parpalló, un dels primers enclavaments poblats de forma permanent al Mediterrani peninsular i un dels jaciments arqueològics més importants d'Europa -per quantitat de troballes- en la prehistòria.
També hi ha indicis de poblament musulmà, assenyalat per la presència de l'anomenat "Morabito", una espècie d'habitatge o corral d'animals amb característiques de les construccions musulmanes, del qual encara que no s'ha arribat a un consens sobre l'ús que va tindre en el seu temps. Hi havia també una altra construcció similar, a pocs metres d'aquesta i que connectava ambdues mitjançant un túnel, però fou derrocada pels aleshores propietaris del terreny i ningú es preocupà per preservar-la.
Una característica del pla de Marxuquera és que ha estat dividit històricament entre diferents termes municipals. A l'edat mitjana, a principis del segle xv, se'l repartien els termes de Bairén, Borró i Palma, els tres pertanyents al ducat de Gandia. Encara avuí dia les terres d'aquesta unitat territorial que és Marxuquera pertanyen a diferents termes municipals, com hem vist.
La història de l'actual població de Marxuquera comença amb la transformació de les seues terres en cultius de secà, creant-se a la segona meitat del segle xix a Marxuquera Alta una comunitat de propietaris d'estos terrenys, molts dels quals no vivien a Marxuquera, si no a Beniopa, Benipeixcar, Benirredrà, Gandia, Palma, Ador, Ròtova o Alfauir. Es reunien cada mes de gener per a tractar temes de les seues terres a les Escoles Pies de Gandia i hi havia un representant de cadascun d'estos pobles a la junta directiva. Durant la dècada de 1870 les zones vitivinícoles d'Espanya sofriren la greu plaga de la fil·loxera, que acabà amb moltes de les vinyes. Les famílies que vivien d'aquests cultius van haver de desplaçar-se en búsqueda de noves terres i cultius que treballar. Així, famílies de l'àrea de Xaló i Pedreguer, zona valenciana tradicionalment dedicada al cultiu de vinyes, es reubicaren a Marxuquera, on començaren a treballar de casers i llauradors per als amos de les terres.
Gran part de les actuals famílies de Marxuquera són encara descendents dels primers pobladors d'aquesta. La majoria de famílies provenen de Pedreguer, Benipeixcar, Xaló, Ròtova, Gandia o Barx. Marxuquera va funcionar durant alguns anys com a municipi independent, fins que s'annexionà a Gandia.
A partir de la dècada dels cinquanta del segle xx, hi hagué una sèrie d'accions que transformaren la vida dels marxuquerers, com l'asfaltament de la carretera de Gandia a Barx, però sobretot, l'inici de la transformació de les terres tradicionalment de secà en regadius i l'emigració de les famílies a Gandia amb la venda de les seues terres a gandians que les transformaren en fanecades de tarongerar. Els que es quedaren, també transformaren les seues terres al monocultiu dels cítrics. A partir dels setanta, part dels emigrats a Gandia i altres de nous, tornaren amb la millora de l'habitabilitat de les cases i la introducció dels electrodomèstics, però ja molts com a segona residència. Així començava la urbanització unifamiliar en forma de xalets que actualment caracteritza a Marxuquera com una zona residencial.
Històricament, el nom de Marxuquera és extensiu a tot el pla, que abasta fins als límits de Ròtova, Palma de Gandia, Beniopa i la Drova. Però el que determinà la seua identitat és el caseriu que es va aixecar entorn l'Ermita, dedicada a la Verge del Mondúver. Actualment, a més d'este nucli originari i les cases de camp disperses, comprèn també tot el conjunt d'urbanitzacions assentades a les dos Marxuqueres, l'Alta i la Baixa: l'Ermita (Ermita I i Ermita II), Barranc Verd, Xauxa, Montepino, Montesol, Las Cumbres, Racó de Tomba, Racó del Niu, Racó dels Frares i Molló de la Creu (Molló I i Molló II). Segons l'INE, el 2007, Marxuquera Baixa tenia 351 habitants i Marxuquera Alta, 583 hab.

## Llocs d'interés
Són diversos els llocs visitats assíduament a Marxuquera, gràcies principalment a la seua diversitat ambiental i paisatgística, però també històrica i cultural.
- El seu gran parc, conegut popularment com a parc del camp de futbol (camp en desús des de fa uns anys enrere) i els seus torradors, va ser durant les dècades dels 80, 90 i 2000, un dels llocs preferits dels gandians on anar a passar el diumenge en familia o entre amics, amb una paella o "torrà". Actualment seguim trobant gent de Gandia i els voltants que va a passar el dia, encara que l'afluència ha disminuït notablement des de la crisi econòmica de 2008, junt a uns anys en què es va prohibir l'ús dels torradors allí presents (ara de nou en funcionament després de rehabilitar-los seguint les noves normatives).

- La Font de Lloret, un paratge natural i font de la qual s'abasteix gran part de l'horta de Marxuquera i que forma part de la seua història. La canalització de les seues aigües va permetre l'extensió dels cultius de regadiu a Marxuquera i va afavorir el poblament de l'enclavament. Es tracta d'un dels indrets més estimats per la població local.

- La Cova de les Meravelles, on s'han trobat restes prehistòriques que la situen com una de les primeres zones habitades de la península Ibèrica i d'Europa. Aquesta cova se situa al vessant oest de la Serra Falconera, pel que va ser utilitzada al llarg de la història com a abric per a pastors d'ovelles i els seus ramats, així com a lloc d'esplai per als xiquets de Marxuquera. Trobem a aquesta cova gravats i pintures del Paleolític Superior, que junt a la propera Cova del Parpalló, fan de Marxuquera un dels enclavaments més importants del Paleolític a nivell Europeu, encara que tristament és un recurs turístic i divulgatiu poc explotat. Són representatius de la Cova de les Meravelles quatre dels seus gravats, entre el que destaca el gravat complet d'un cavall. També s'han trobat monedes de l'època ibèrica i romana, junt amb restes de ceràmica, que fan especular sobre el seu possible ús ritual entre el primer mil·lenni a.C. i el primer d.C. Fet curiós és la peculiaritat del seu topònim, llargament repetit al llarg de tota la geografia valenciana.

- La Cova del Parpalló, que se situa al massís del Mondúver, al paratge natural municipal Parpalló-Borrell, encara en terme municipal de Gandia, fitant amb el de Barx. S'accedeix per la carretera Gandia-Barx (coneguda com "la carretera de Barx"), abans d'arribar a La Drova. Es tracta d'un dels jaciments del Paleolític superior més importants d'Europa i està catalogat com a Bé d'Interés Cultural (BIC), inclòs en la llista del Patrimoni Mundial de la Unesco degut al seu important conjunt d'art rupestre. Va ser una de les primeres zones habitades per l'Homo Sapiens al llevant peninsular. El 1929, després de les primeres troballes, es va tancar al públic per al seu estudi i acondicionament, reobrint-se l'any 2014, després d'una llarga espera de 85 anys, amb l'objectiu de difondre el seu patrimoni històric, artístic i cultural. Com a anècdota, destacar que el seu nom prové d'un xicotet ocell conegut amb el nom de Parpalló, que era habitual en la zona. El centre d'interpretació del paratge natural municipal Parpalló-Borrell es troba a l'entrada del camí que arriba fins a la cova, i en ell ofereixen informació de la cova a més de tot el paratge, així com visites guiades.

- El paratge natural municipal Parpalló-Borrell, que, com el seu nom indica, aglutina dues zones diferenciades, dividides per l'anomenada carretera de Barx: la zona del Parpalló, a l'est d'aquesta si ens dirigim en direcció Gandia-Barx - on es troba l'anteriorment mencionada Cova del Parpalló -, i la zona del Borrell, a l'oest de l'esmentada carretera. Un espai protegit de 549ha amb una microreserva protegida de papallones. Dins d'aquest paratge, destaca, a més de la Cova del Parpalló, la zona del Borrell, nom derivat del barranc de Borrell que discorre per aquesta àrea, i amb una meravellosa ruta en la natura que inclou la famosa estructura natural d'El Portalet. Es tracta d'un gran arc de pedra format de manera natural. Aquesta va ser durant la guerra i la postguerra zona habitual d'amagatall dels maquis i també va ser el camí de pas entre la població de Pinet i Marxuquera, ja que molts dels seus habitants treballaven al camp de Marxuquera i es desplaçaven cada cap de setmana per estes sendes per anar del treball a casa i de casa al treball. Aquest paratge natural compta amb el seu centre d'interpretació, a l'entrada del camí que arriba a la Cova del Parpalló. La zona del Borrell va sofrir intensament els efectes d'un devastador incendi a l'agost del 2018, originat a Llutxent i que va arribar fins al nucli urbà de Marxuquera, arrasant amb la major part de la vegetació de la zona. Durant els anys 2018 i 2019 l'Ajuntament de Gandia va realitzar treballs de neteja, adequació i reforestació a la zona, amb ajuda de la Generalitat Valenciana i també canalitzant la voluntat pública de reconstrucció a través del projecte Marxuquera Verda, un projecte de readequació i reforestació amb mètodes no invasius. L'associació local Grup d'Amics de la Natura de Marxuquera, pel seu propi compte, també va sol·licitar a l'Ajuntament de Gandia el permís de treball per a una parcel·la de propietat pública en la zona afectada per l'incendi, amb la concessió del qual va fer tasques d'adequació i reforestació durant tot un any, fins a l'obligatorietat de quarantena per la pandèmia global de coronavirus l'any 2020.

- El "Morabito" és una polèmica construcció amb característiques àrabs, a la part oest de la serra Falconera. Relativament a prop de la Cova de les Meravelles. Les investigacions han variat al llarg dels anys entre les opinions que apunten a que aquesta construcció era, al principi, un simple corral per als animals en l'època, una espècie de santuari musulmà al mode de les ermites cristianes, com els que existeixen al nord d'Àfrica, o una xicoteta nevasca de transició entre les que existeixen a zones de muntanya més altes, com Barx, i poblacions costaneres com Gandia. Aquesta construcció estava dins de la propietat d'un terreny agrícola fins que l'Ajuntament de Gandia el va adquirir, temps durant el qual es va deixar fer malbé. Actualment es troba en labors d'acondicionament per a la seua posada en valor. Cal destacar que, fa menys de 50 anys existia una segona construcció igual que aquesta situada a escassos metres, ambdues comunicades per un estret túnel. Aquest fet és poc conegut, inclús entre els arqueòlegs que treballen en la zona, però és un fet conegut per la gent major local, ja que els anteriors propietaris del terreny, en vista de que les construccions tenien un valor cultural i certs col·lectius mostraven cert interés en preservar-lo, va intentar desfer tot allò possible, enderrocant eixa segona construcció i intentant-ho amb l'actualment conegut com a "Morabito". Aquest darrer no va aconseguir enderrocar-lo perquè les autoritats pertinents van començar a posar-lo en valor abans que ho aconseguira.

- El monestir de Sant Jeroni de Cotalba. Es tracta d'un convent fundat l'any 1388, construït entre els segles xiv i xviii, localitzat en la franja de Marxuquera pertanyent al terme municipal d'Alfauir. És una de les construccions monàstiques més notables dins del País Valencià, fet accentuat per la seua gran varietat estilística que va des del gòtic medieval al neoclàssic, passant pels estils mudèjar, gòtic valencià, reinaxentista i barroc, degut a l'extensió del temps de construcció. El monestir va ser manat a construir pel Duc Alfons d'Aragó i Foix (conegut com a Alfons el Vell o Alfons IV de Ribagorça) -, aleshores senyor de Gandia, net del rei Jaume I i cosí de Pere IV el Cerimoniós- sobre el Tossalet de Cotalba. Va cedir aquest terreny a una comunitat jerònima de Xàbia per a que s'hi traslladaren, a causa de les contínues incursions per part de pirates berberiscos a la costa valenciana i el segrestament de monjos per a demanar rescats. Així, el monestir de Sant Jeroni de Cotalba es convertí en la Casa Mare de l'Orde de Sant Jeroni, en ser el primer monestir d'aquesta comunitat en establir-se a la Corona d'Aragó. L'encarregat d'organitzar l'edificació del monestir fou Pere March, pare del conegut poeta valencià Ausiàs March, com a majordom del que aleshores era el senyoriu de Gandia, més tard ducat. Tanta relació hi havia entre la familia March i el Convent de Sant Jeroni, que molts dels membres d'aquesta familia van ser soterrats allí. Aquest monestir es va convertir en el centre espiritual i cultural de la cort del Ducat de Gandia i del que avuí és la comarca de La Safor.

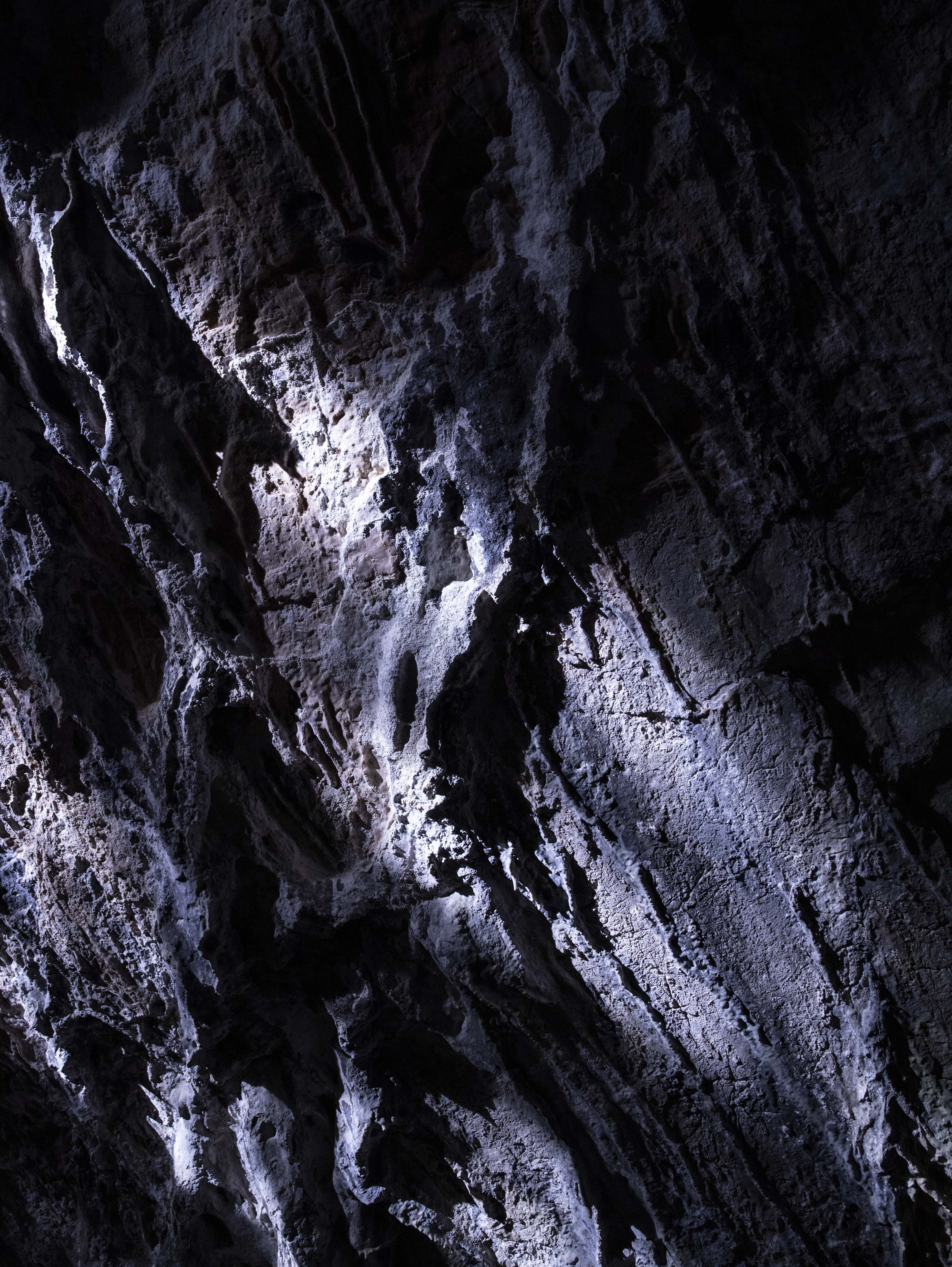
Detall de la cova Negra

- La Cova Negra, un atre topònim que es repeteix a moltes poblacions valencianes, és una cova menuda i de menor importància que les comentades anteriorment, situada a la serra Falconera, a prop de la Cova de les Meravelles. L'entrada a la cova fou enderrocada fa anys i solament queda un accés de tipus "ximenera".

- La Coveta de les Tres és una xicoteta cavitat, també a la serra Falconera, molt poc coneguda inclús per la població local. Es troba en una zona amagada i de difícil accés, sense senda. L'entrada és descrita com un forat vertical al terra, tan estret que només cap una persona per a entrar i eixir, amb poc més que el diàmetre de la cintura. Una vegada dins, la cova té una xicoteta sala. L'entrada a aquesta cova roman tapada per una gran roca, col·locada per a evitar que algun despistat puga caure a dintre sense adonar-se'n.

- La Mina de l'Aigua, que és un seguit de construccions realitzades a la primera meitat del segle xx per a canalitzar l'aigua provinent de la Font de Lloret per a abastir de reg els camps de Marxuquera, que havíen sigut reconvertits del secà al regadiu. Aquestes construccions segueixen el curs del barranc de Lloret i acaben al parc del camp de futbol de Marxuquera, on encara es pot veure l'antic llavador.
- A Marxuquera es troben nombroses sendes i rutes de muntanya, que comencen i acaben dins de la partida de Marxuquera o bé continuen cap a altres poblacions. A més de les rutes que condueixen a les diferents coves esmentades, i les rutes que discorreixen pels paratges naturals municipals, també trobem sendes quasi en desús que connecten Marxuquera amb poblacions com Pinet i Llutxent, utilitzades antigament com a via de pas habitual, o d'altres que arriben fins a Gandia travessant la Falconera. Una de les rutes més importants que arranca de Marxuquera és la GR-236, la Ruta dels Monestirs, inaugurada l'any 2018, que comença al monestir de Sant Jeroni i passa per 4 monestirs més: el monestir del Corpus Christi de Llutxent, el monestir de Santa Maria de la Valldigna a Simat de la Valldigna, el monestir d'Aigües Vives a Carcaixent i finalitzant al monestir de La Murta, a Alzira. Per tant, atravessa tres comarques valencianes: La Safor, La Vall d'Albaida i La Ribera Alta. Es pot realitzar en quatre modalitats diferenciades: a peu, en cotxe, en bicicleta o a cavall, amb itineraris distints.
- La Penya Roja (un altre topònim repetit a diverses poblacions valencianes) és una muntanya situada a la part dreta de la carretera de Barx, venint des de Gandia, enfront de la serra Falconera. Es tracta d'un lloc famós i de visita habitual entre els escaladors aficionats valencians, ja que es tracta d'una zona fàcil d'escalada apta per a principiants.

## Equipaments públics
- L'ermita de Marxuquera. Es tracta de l'element més reconegut de la partida de Marxuquera. L'ermita al voltant de la qual anà creixent el nucli urbà més gran -encara que menut en realitat- de Marxuquera. Aquesta ermita va ser construïda pels mateixos habitants de la zona, en un acte solidari i de germanor del poble per al poble. Tot i així, tant l'ermita, com la plaça de l'ermita (coneguda localment com "la placeta") i l'edificació annexa a l'ermita construida amb fons públics, van ser inscrits com a propietat de l'Església amparant-se en els articles 206 i 304 de la Llei i el Reglament Hipotecari, que permet als bisbes emetre certificats de domini amb la mateixa validesa com si foren funcionaris públics.

- El centre social, seu de la Junta de Districte de Marxuquera i de diverses associacions del barri, així com lloc de trobada dels veïns. Es tracta d'un centre social construït l'any 2010 per a proporcionar un espai associatiu i veïnal a la barriada gandiana de Marxuquera, que prenguera el testimoni de l'antic centre social, encara existent, que havia quedat insuficient tant per espai com per equipament. A més, dita edificació, tot i que fou construïda amb diners públics, va ser adscrita per l'Església junt a la vella plaça i el propi edifici eclesiàstic de l'ermita, raó per la qual no se'n podia fer un ús públic adequat.

- Camp de futbol de sorra i camp de futbet de formigó. Aquests van ser edificats junt a un gran parc de zona verda amb torradors, per la qual cosa durant els anys de bonança econòmica, entre els anys 80 i els 2000, s'omplia de gent cada cap de setmana i durant dies festius, que anaven a dinar o a passar el dia. El camp de futbol de sorra va ser utilitzat durant diversos anys com a camp d'entrenament ocasional per algunes escoles de futbol de Gandia. Des de la crisi del 2008 en avant, va anar disminuint la quantitat de gent que acudia a passar el dia al parc, així com el manteniment del camp de sorra i el de futbet, deixant també d'acudir equips gandians a entrenar. Com a conseqüència, el camp de futbol de sorra es va tornar impracticable amb el pas del temps i, després de l'incendi del Borrell l'any 2018, va ser utilitzat com a abocador de fusta cremada, a dia de hui, en 2024, ja ha sigut despejat. En els darrers temps han sorgit propostes de rehabilitació de l'espai per a convertir-lo en una zona on acollir mercats de productes de la terra i altres tipus d'events.

## Gastronomia
La gastronomia de Marxuquera és un bon exemple de la dieta mediterrània. L'alimentació es basa en fruites i hortalisses de l'horta i la paella, destacant també l'arròs al forn i l'arròs caldós. Tot junt amb carn de la terra, sobretot pollastre i conill. Alguns plats típics, a més dels arrossos anomenats abans, són les coques de dacsa, les coques de tomaca, pebre i tonyina al forn, el bonyítol al forn, i el conill o pollastre "a l'ajillo".

## Vida associativa
A Marxuquera podem trobar diverses associacions culturals: 
- Associació de Veïns Independent i Progressista de Marxuquera Alta: una de les primeres associacions de veïns de Gandia i de La Safor, que reuneix demandes dels veïns locals per al contacte i debat amb la Junta de Districte de Marxuquera, i així amb l'Ajuntament de Gandia. Amb el pas dels anys i el creixement de les diferents urbanitzacions de Marxuquera, van anar sorgint noves associacions de veïns en cada urbanització.
- Associació de Festes de Marxuquera: associació de festers i festeres que s'ocupa de la gestió i celebració de les festes patronals en honor de la Mare de Déu del Mondúver, al voltant del 15 d'agost, i d'altres festes i events realitzats al llarg de tot l'any, dirigits per una comissió de festes triada cada any.
- Grup d'Amics de la Natura de Marxuquera: associació fundada en 1996 com a grup excursionista que poc a poc anà derivant en un grup en defensa de la natura i el medi ambient, sense deixar de banda la part excursionista. L'any 2019 comptava amb més de 100 socis de diverses poblacions de La Safor. La seua activitat anual més destacada és la Pujada Nocturna al Mondúver, que en algunes edicions ha arribat a congregar a més de 300 persones.
- Associació d'Ames de Casa de Marxuquera: associació que realitza activitats per a l'animació i oci de mestresses de casa de Marxuquera.

## Festes
Les festes patronals de Marxuquera se celebren durant diversos dies, depenent de l'any, al voltant del dia 15 d'agost, en honor de la Mare de Déu del Mondúver. De les festes s'encarrega l'Associació de Festes de Marxuquera, mitjançant una comissió de festers, que organitzen festes i sopars durant tot l'any (Nadal, Cap d'Any, Carnestoltes, fogueres de Sant Antoni, Romeria de maig, les festes patronals d'agost, Halloween, Sopar del Pobre, etc.).
Les festes patronals s'inicien amb el tradicional sopar de "La lligà del gos", i la resta de dies podem trobar les típiques nits amenitzades per orquestes o discomòbils, jocs per als xiquets, cavalcada de disfresses, etc., destacant també la processó en honor de la Mare de Déu del dia 15.

## Altres aspectes
La llengua mare a Marxuquera és el valencià. En ser un lloc clarament amb població envellida, hi ha molts majors els quals han rebut pocs estudis o cap, i la llengua transmesa de pares a fills era el valencià. Molts majors no saben parlar bé el castellà, i es nota ràpidament en la pronunciació. Així mateix, el valencià a Marxuquera conserva certes peculiaritats lingüístiques: s'entremescla el valencià estàndard amb l'apitxat gandià, i això junt amb la influència del castellà crea mals usos de la llengua peculiars.
Existeix també gran afició a la pilota valenciana, en especial la modalitat de raspall. Durant els anys 90 i la dècada dels 2000, durant els mesos d'estiu, tots els dissabtes de vesprada es jugaven partides de raspall per grups al carrer Camí Tohuero, conegut com "el carreret". El manteniment d'aquesta tradició va permetre que durant els darrers anys es creara una escoleta de pilota valenciana-raspall per als xiquets, que competí a nivell autonòmic i inclús quedà campió. Tot i això, aquesta escoleta va desaparéixer degut als pocs xiquets que hi ha a Marxuquera, i per tant, la falta d'alumnat. A partir del 2010 la tradició anà perdent-se i actualment són molt poques les ocasions en que es fan partides.